# ترانه منطقی
ترانهٔ منطقی (به انگلیسی: The Logical Song) یک تک‌آهنگ پرطرفدار از آلبوم صبحانه در آمریکا از گروه سوپرترمپ است که در سال ۱۹۷۹ منتشر شد. این آهنگ توانست در سال ۱۹۷۹ برای بهترین آهنگ و ترانه برنده جایزه آیور نوولو شود.

## نسخه گروه اسکوتر
رمپ!(ترانهٔ منطقی) یا ترانهٔ منطقی تک‌آهنگی از گروه اسکوتر است که در سال ۲۰۰۱ در دومین آلبوم تک‌آهنگهای منتخب این گروه منتشر شد. این ترانه به ترانه اول در چندین کشور اروپایی و استرالیا تبدیل شد و در انگلستان به رتبه دوم رسید. حدود ۴۰۰،۰۰۰ نسخه از این آهنگ فروش رفت و پانزدهمین ترانه پرفروش سال ۲۰۰۲ شد.